# Oloron-Sainte-Marie
Oloron-Sainte-Marie (okcitansko Auloron Senta Maria, baskovsko Oloroe-Donamaria) je naselje in občina v jugozahodni francoski regiji Akvitaniji, podprefektura departmaja Pyrénées-Atlantiques. Leta 1999 je naselje imelo 10.992 prebivalcev.

## Geografija
Kraj leži ob severnem vznožju zahodnih Pirenejev ob sotočju rek gave d'Oloron, gave d'Aspe in gave d'Ossau, 33 km jugozahodno od Pauja. Skozenj poteka ena od štirih romarskih poti v Santiago de Compostelo, Via Tolosane, z začetkom v Arlesu.

## Administracija
Oloron-Sainte-Marie je sedež dveh kantonov:
- Kanton Oloron-Sainte-Marie-Vzhod (del občine Oloron-Sainte-Marie, občine Bidos, Buziet, Cardesse, Escou, Escout, Estos, Eysus, Goès, Herrère, Ledeuix, Lurbe-Saint-Christau, Ogeu-les-Bains, Poey-d'Oloron, Précilhon, Saucède, Verdets: 11.994 prebivalcev),
- Kanton Oloron-Sainte-Marie-Zahod (del občine Oloron-Sainte-Marie, občine Agnos, Aren, Asasp-Arros, Esquiule, Géronce, Geüs-d'Oloron, Gurmençon, Moumour, Orin, Saint-Goin: 11.212 prebivalcev).

Naselje je prav tako sedež okrožja, v katerega so poleg njegovih dveh vključeni še kantoni Accous, Aramits, Arudy, Laruns, Lasseube, Mauléon-Licharre, Monein, Navarrenx, Sauveterre-de-Béarn in Tardets-Sorholus s 73.117 prebivalci.

## Znamenitosti
Oloron-Sainte-Marie je od leta 2006 na seznamu francoskih umetnostno-zgodovinskih mest.
- romansko-gotska stolnica Sainte-Marie d'Oloron iz 12. do 14. stoletja, do leta 1802 sedež nekdanje Oloronske škofije, od 1939 francoski zgodovinski spomenik,
- cerkev sv. Križa,
- srednjeveški stolp la Tour de Grede.

## Pobratena mesta
- Jaca (Španija);